# Broussonetia
Broussonetia L'Hér. ex Vent. è un genere di piante della famiglia delle Moraceae, originario dell'Estremo Oriente.
La specie più nota è il gelso da carta (Broussonetia papyrifera).

## Etimologia
Il nome di questo genere rende omaggio a Pierre Marie Auguste Broussonet (1761 -1807) botanico francese che fu il primo ad introdurre delle piante femminili di gelso da carta dalla Cina alla fine del XVIII secolo.

## Tassonomia
Il genere comprende le seguenti specie:
- Broussonetia harmandii Gagnep.
- Broussonetia kaempferi Siebold
- Broussonetia × kazinoki Siebold
- Broussonetia monoica Hance
- Broussonetia papyrifera (L.) L'Hér. ex Vent.